# Dominion dell'India
Il Dominion of India, anche noto come Union of India o Indian Union, fu una entità intermedia fra la dominazione inglese dell'India e lo stato indipendente che è l'attuale India, costituitosi il 15 agosto 1947 e confermato poi il 26 gennaio 1950. 
Oggi il termine "Union of India" (o semplicemente "the Union") viene usato dal sistema giudiziario indiano per riferirsi al governo federale indiano in opposizione a quello degli stati facenti parte della federazione.
Quando ebbe termine l'autorità del Raj Britannico nel 1947, vennero costituiti due dominion: Union of India e il Dominion del Pakistan. Creati con l'Indian Independence Act 1947 votato dal Parlamento del Regno Unito, questi stati esistettero fino alla redazione delle loro Costituzioni. Nel caso dell'India, ciò avvenne il 26 gennaio 1950 quando venne proclamata la Repubblica Indiana.
Durante la fase dei dominion, il Capo di Stato era il sovrano britannico, rappresentato da due governatori generali. Tuttavia, questi governatori generali non vennero designati "Viceré" come era consuetudine nel quadro del Raj Britannico. I due governatori generali che ressero l'India nell'interregno furono:
1. Louis Mountbatten (1947-1948), ex Viceré
2. Chakravarthi Rajagopalachari (1948-1950)

Jawaharlal Nehru fu primo ministro e capo del governo in questo periodo.

## Divisione dell'India
Quando il Regno Unito concesse l'indipendenza all'India a metà agosto del 1947, India e Pakistan entrarono a far parte del Commonwealth delle Nazioni come dominion auto amministrati. La divisione lasciò Punjab e Bengala, due delle più grandi province, divise fra India e Pakistan. Nei primi giorni di indipendenza, più di due milioni di persone varcarono il confine fra i due nuovi paesi e quasi centomila morirono nel corso di tafferugli. La divisione creò tensioni anche per il Jammu e Kashmir e portò alla guerra indo-pachistana del 1947.
L'articolo 300 della Costituzione dell'India recita che: "Il Governo dell'India può citare in giudizio o essere citato come Unione dell'India". Come risultato, i documenti legali e le corti di giustizia si riferiscono al Governo della Repubblica con "Unione" anche se l'Unione dell'India non esiste più come entità nazionale.